# Encyocrypta mckeei
Espèce
Encyocrypta mckeei est une espèce d'araignées mygalomorphes de la famille des Barychelidae.

## Distribution
Cette espèce est endémique de Nouvelle-Calédonie. Elle se rencontre sur le mont Aoupinié.

## Description
La femelle holotype mesure 29 mm.

## Étymologie
Cette espèce est nommée en l'honneur de Hugh Shaw McKee (1912-1995).

## Publication originale
- Raven, 1994 : Mygalomorph spiders of the Barychelidae in Australia and the Western Pacific. Memoirs of the Queensland Museum, vol. 35, no 2, p. 291-706 (texte intégral).